# Pteroúnda
Pteroúnda är en ort i Grekland.   Den ligger i prefekturen Nomós Lésvou och regionen Nordegeiska öarna, i den östra delen av landet, 240 km nordost om huvudstaden Aten. Pteroúnda ligger 260 meter över havet och antalet invånare är 136. Den ligger på ön Lesbos.
Terrängen runt Pteroúnda är kuperad.  Närmaste större samhälle är Polichnítos, 18,2 km sydost om Pteroúnda. 